# Jefferson (Karolina Południowa)
Jefferson – miasto w Stanach Zjednoczonych, w stanie Karolina Południowa, w hrabstwie Chesterfield.